# مسلمو بهوميهار
مسلمو بھوميھار وأحيانًا تتهجئ بهونيهار، مجتمع مسلم يوجد في أوتار براديش في الهند. وتعني كلمة الهندية بهومهار المالك كانت تطلق على الإنجليز. وبدأت العائلات التي أصبحت ملاكًا يطلقون على أنفسهم اسم بهومهار أو بهوميهار باتان. ويوجدون بشكل رئيسي في منطقة غازيبور. وهم أحد المجتمعات الثلاث في (مسلمو تياجي ومسلمو النجار) أوتار براديش الذين يدعون أنهم براهمنيون متحولون إلى إسلام. وهم مسلمون سنيون.

## الأصل
يدعي مسلمو بهومهار أنهم متحولون من الطبقة الهندوسية بهومهار. ويقال إنهم اعتنقوا الإسلام خلال فترة حكم لودهيون في منطقة غازيبور. تقاليد أخرى تشير إلى أنهم تحول حدث أثناء حكم شير شاه سوري. مسلمو بهوميهار ينتمون بالكامل لعشيرة واحدة، عشيرة كينوار من بهوميهار، ويدعون أنهم قدموا من بادامبور في الماضي البعيد. وعقب وصولهم، دخلوا في خدمة تيكام ديو، زعيم قبائل شيرو في بيربور وأطاحوا به في نهاية المطاف، واستولوا على عاصمته واحتلوا ممتلكاته. انقسموا في ما بعدإلى ثلاثة فروع رئيسية. راجدار راي، موكوند راي، وبيتهور راي.